# Estação Boa Esperança
A Estação Boa Esperança é uma futura estação de monotrilho do metrô da cidade brasileira de São Paulo. Pertence à Linha 15–Prata, que conta com integração com a Linha 2–Verde na Vila Prudente. Ficará localizada na Avenida Ragueb Chohfi, 3002, no distrito de Iguatemi.
A estação faz parte da expansão de cerca de 3 km da linha até a Jacu-Pêssego.

## Toponímia
Em 2009, quando o projeto da linha foi apresentado a público, a estação era batizada provisoriamente de Jequiriçá, rua localizada nas proximidades da estação. Após estudos toponímicos, a estação foi batizada de Boa Esperança, nome do bairro mais próximo da estação.

## Diagrama da estação
|  | ↓ a ↓ |

| 1 |

|  | ↑ b ↑ |

|  | ↓ a ↓ |

| 1 |

|  | ↑ b ↑ |

|  | ↓ a ↓ |

| 1 |

|  | ↑ b ↑ |

|  | ↓ a ↓ |

| 1 |

|  | ↑ b ↑ |

## Tabela
| Sigla | Estação       | Inauguração | Capacidade | Integração               | Plataformas | Posição |
| ----- | ------------- | ----------- | ---------- | ------------------------ | ----------- | ------- |
| JEQ   | Boa Esperança | 2025        |            | Bilhete Único da SPTrans | Central     | Elevada |